# Conolophus subcristatus
La iguana terrestre de las Galápagos (Conolophus subcristatus) es una especie de reptil de la familia Iguanidae. Es una de las tres especies de Conolophus. Es endémica de las islas Galápagos. Distribuida en las islas isla Isabela, isla Baltra, isla Seymour Norte (introducida desde Baltra), isla  Fernandina, isla Plaza Sur, isla Santa Cruz y algunos islotes. Se extinguió de isla Santiago, si bien en 2019 ha sido reintroducida en esta isla.

## Dieta y longevidad
Las iguanas terrestres son principalmente herbívoras; sin embargo, algunos individuos han demostrado que son carnívoros oportunistas que complementan su dieta con insectos, ciempiés y carroña. Debido a que el agua dulce es escasa en las islas en las que habita, la iguana terrestre de Galápagos obtiene la mayor parte de sus líquidos del cactus nopal que constituye el 80% de su dieta: frutas, flores, almohadillas e incluso las espinas. Durante la temporada de lluvias, beberá de los charcos de agua disponibles y se alimentará con las flores amarillas del género Portulaca.
Se estima que la iguana terrestre de Galápagos tiene una vida útil de 50 a 60 años.

## Galería

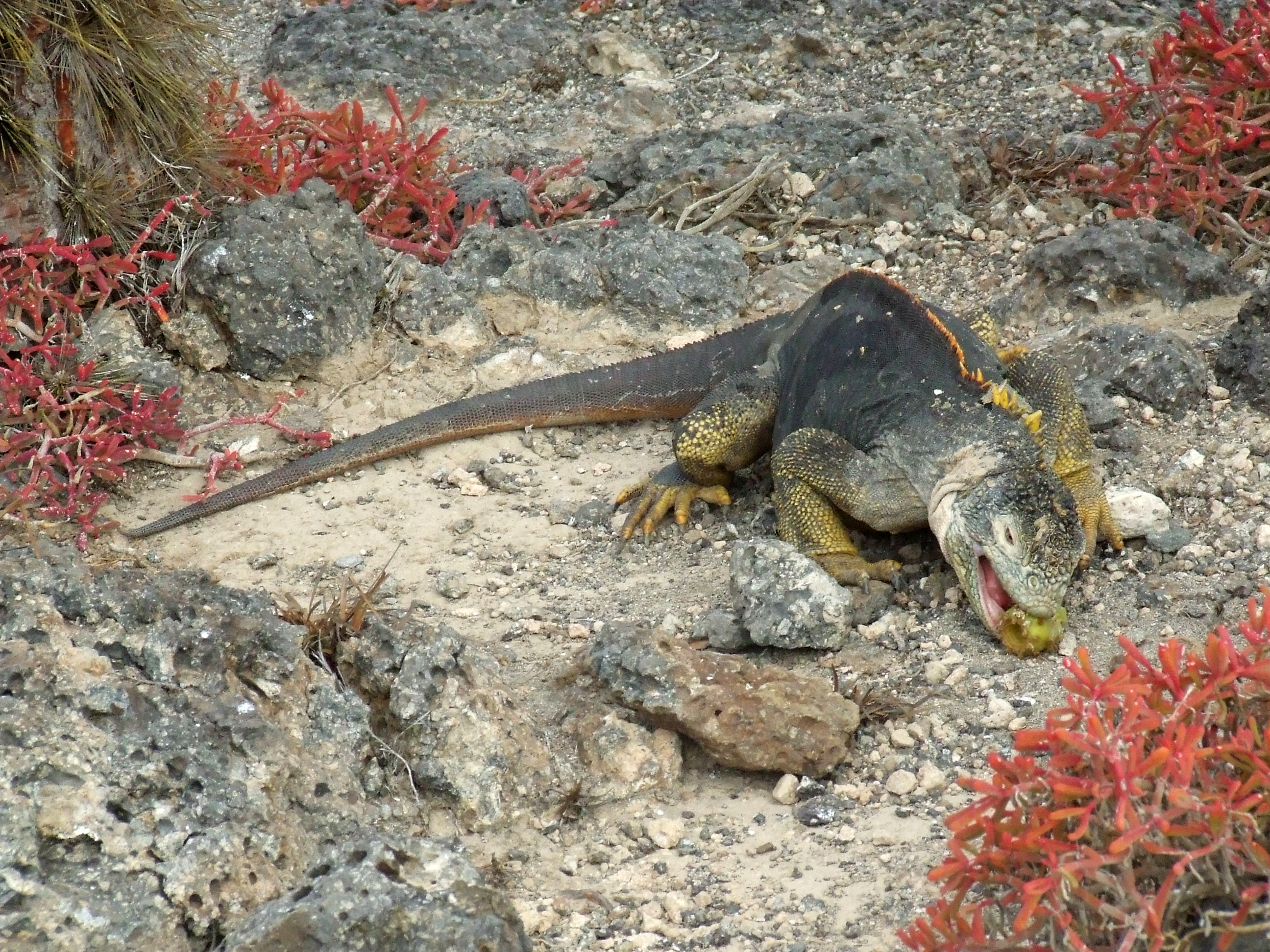
Iguana terrestre de Galápagos alimentándose.
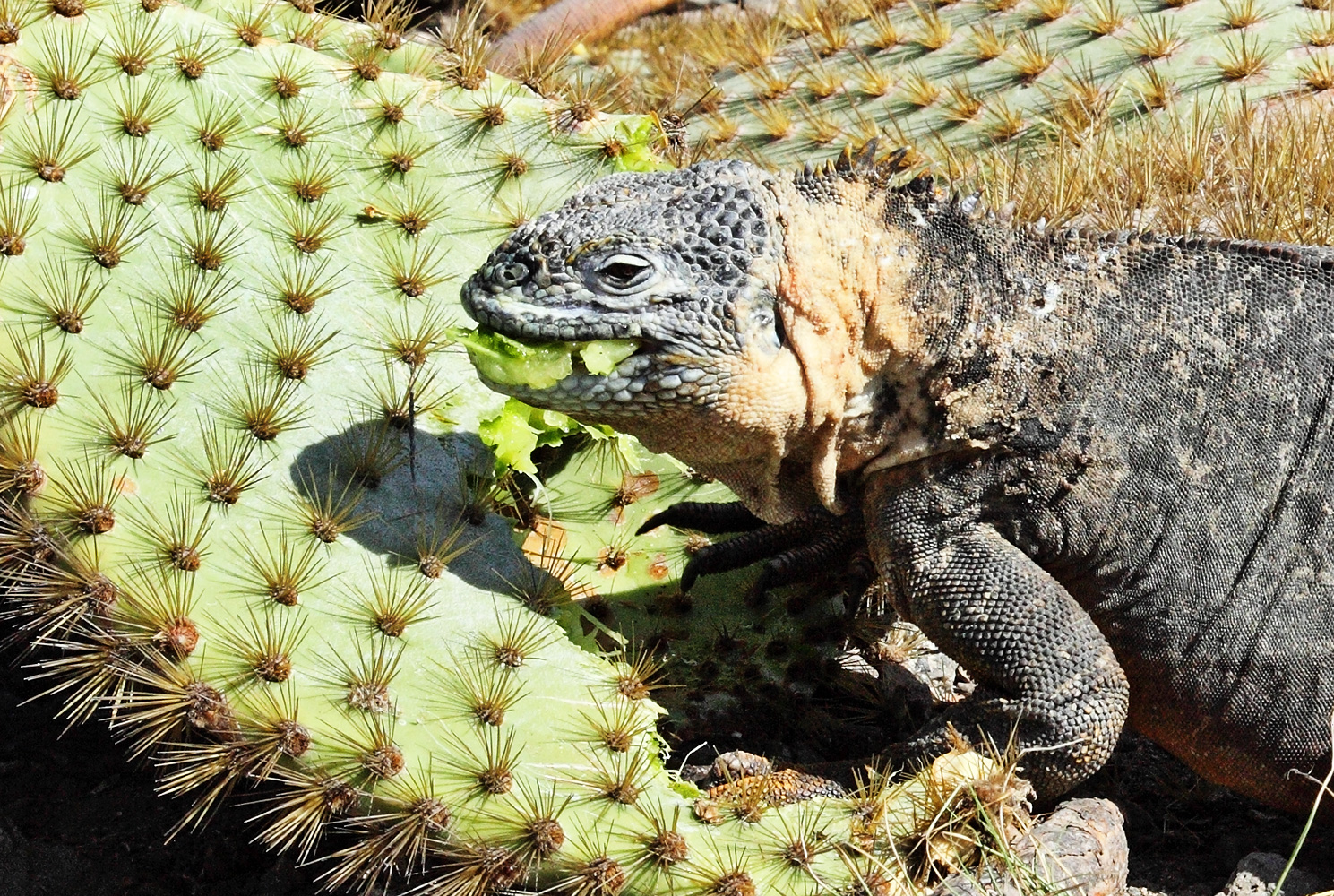
Iguana terrestre de Galápagos alimentándose de ramas de cactus caídos.
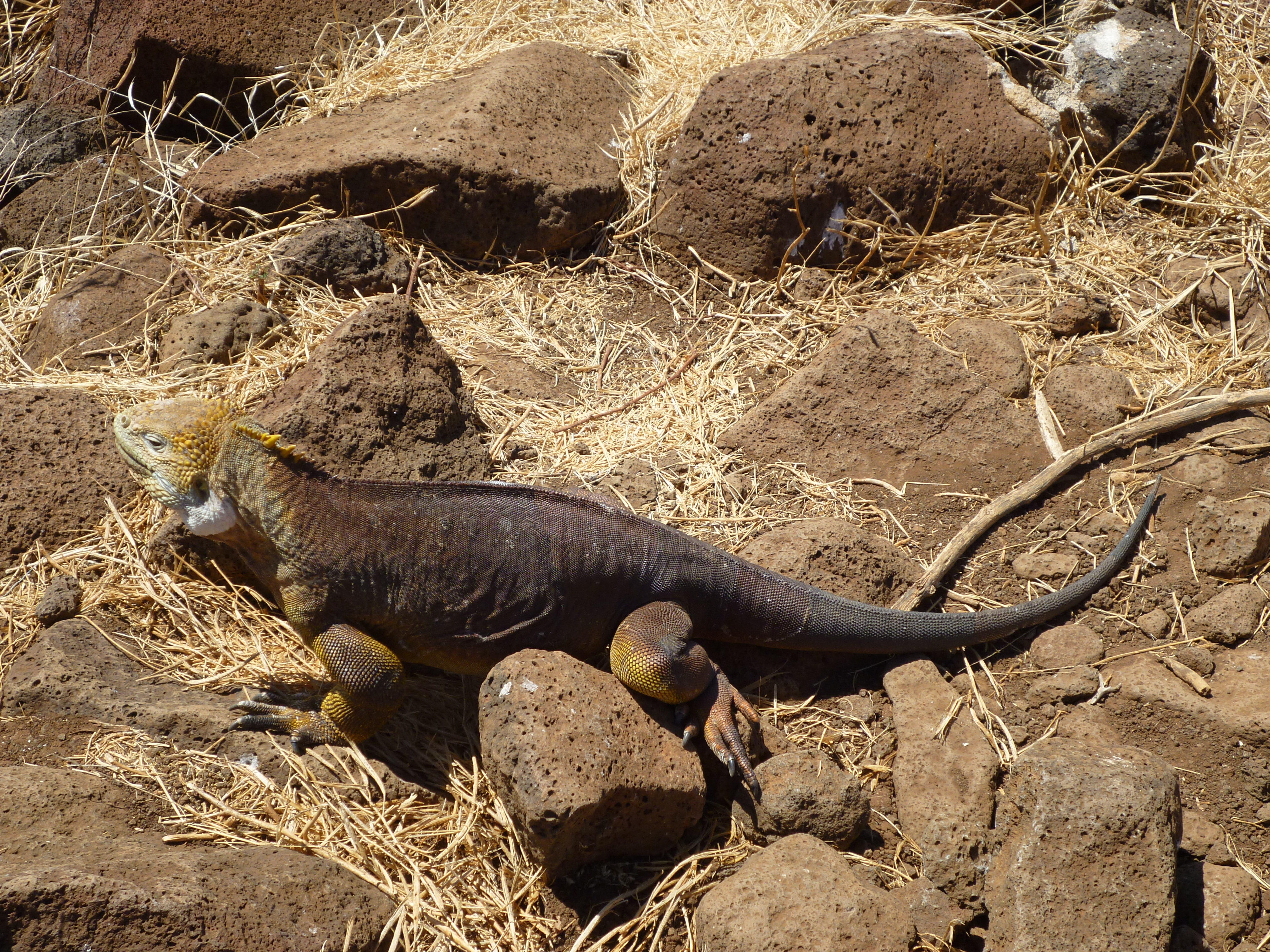
Conolophus subcristatus. Una iguana terrestre de Galápagos en la Isla Seymour Norte de las islas Galápagos.
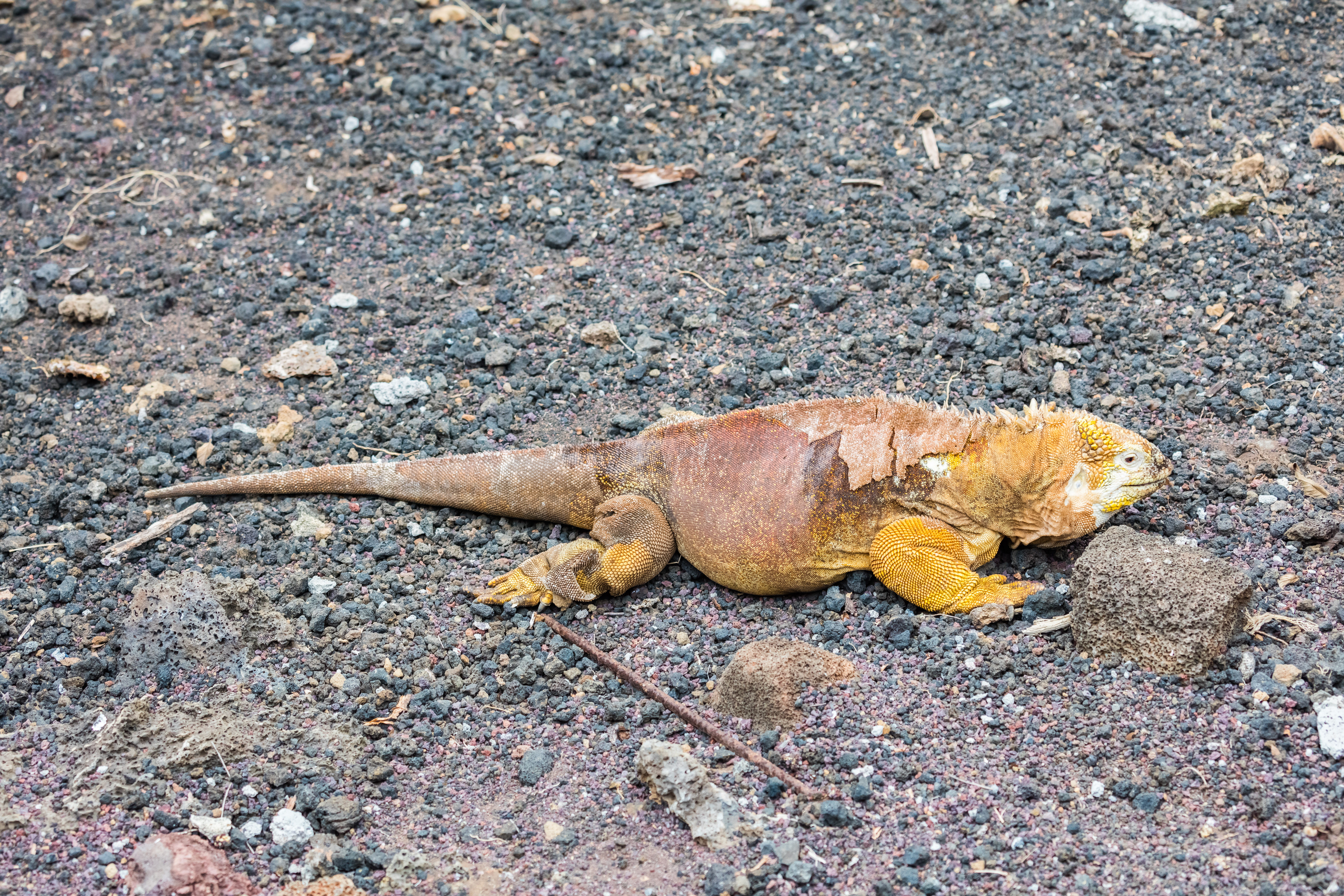
Ejemplar en el centro de investigación Charles Darwin en Santa Cruz, islas Galápagos.
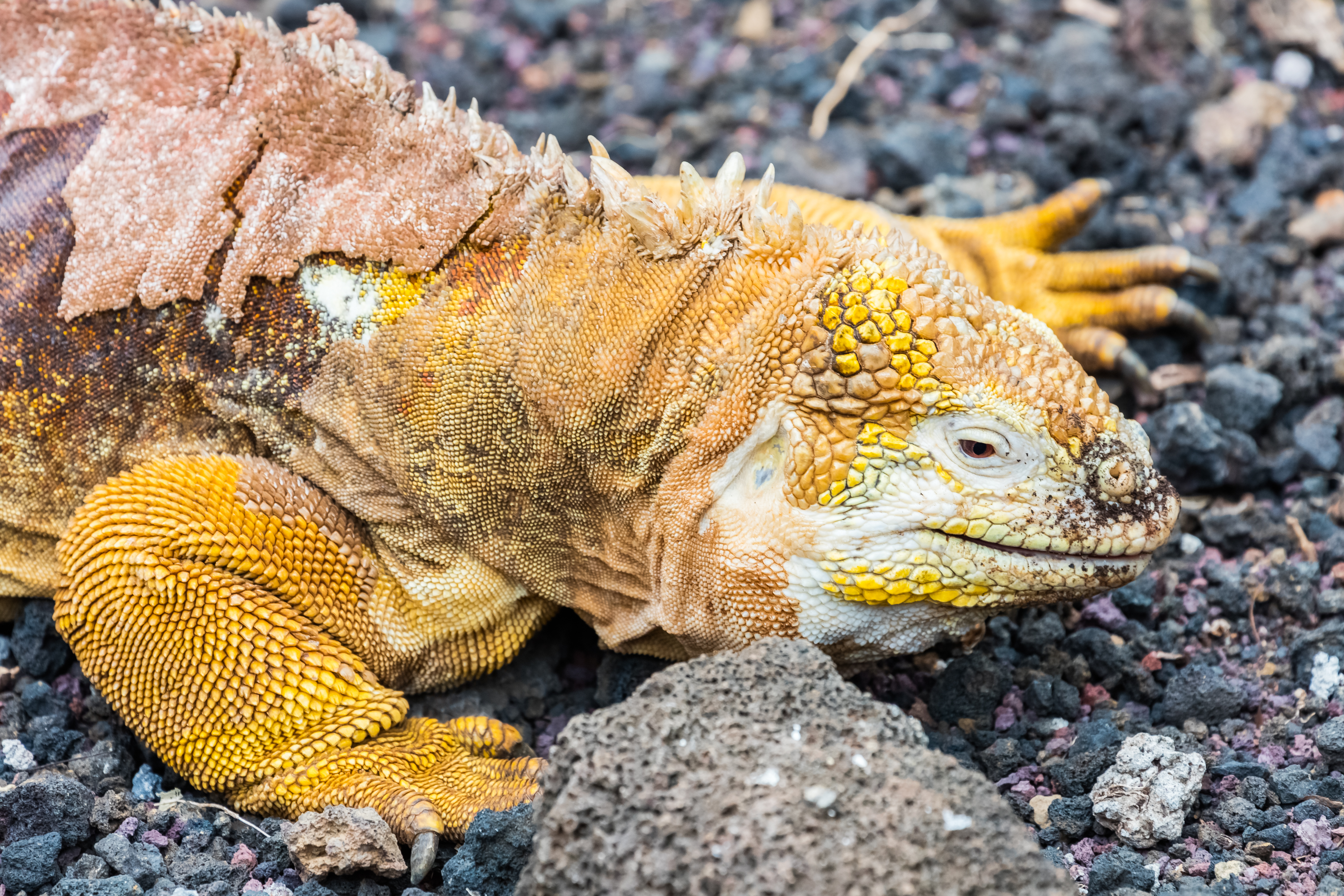
Detalle de la cabeza.